# 世界鬼
『世界鬼』（せかいおに）は、岡部閏による日本の漫画作品。『裏サンデー』（小学館）にて、2012年7月2日から2015年6月1日まで連載。2014年12月より小学館のコミックアプリ、マンガワンでも連載されることとなった。

## 概要
作風としては、非常に重苦しい展開と退廃的な空気漂うダークファンタジー。しかし展開が進むに連れて戦闘描写が増えて行き、コミカルなシーンも多く仕込まれている。元はウェブ漫画投稿サイト・新都社に岡部が投稿していたアマチュア作品だったが、2012年に小学館により商業リメイク化された。この項では裏サンデー版について記述する。

## あらすじ
叔父一家から凄惨な児童虐待を受けている東雲あづまは、無為な日々を送る中、鏡の中に幻想が見える奇病「鏡の国のアリス症候群」を患っていた。あづまは自分と同様の病気に罹患する6人の若者達と共に鏡の向こうの異空間「ワンダーランド」に召喚され、異世界の住人「世界鬼」に対抗できる唯一の戦士「アリス」として戦うことを命じられる。
「世界鬼」を殺害すると、殺害を行った「アリス」の最も近しい人間が死亡することが判明し、これを利用してあづまは叔父一家全員を間接的に殺すことを決意。他のアリスが臆する「世界鬼」殺害を率先して行うことを決意する。
やがて、あづま達の世界「ゼラ」、それに対立する異世界「メーズ」の存在や、敵として認識していた「世界鬼」、「チェシャ鬼」の正体など、ワンダーランドに絡む真実が徐々に判明していき、「ゼラ」の存亡を掛けた戦いになっていく。

## 主な登場人物

### ゼラ
あづまたちの住んでいる世界。地球。メーズと対消滅の危機にある。

#### 鏡の国のアリス症候群患者
東雲 あづま（しののめ あづま）
主人公。見た目は142センチメートルという低身長と相まって小学生のような幼い外見をしているが、実際には14歳（中学2年生）である。学校へはあまり通っていない。父親とは死別しており、母親も行方が知れないため、叔父の家で暮らしているが、叔父一家全員から凄惨な児童虐待を受けている。「文鳥ちゃん」という名前のセキセイインコを大事にしていたが、従兄に殺されてしまい、その亡骸をいつも携えている。
日本A-1に属する特異点で、最も「終世主」に近い存在。当初は戦闘に乗り気ではなかったが、「世界鬼を1体倒すと身近な人間が1人死ぬ」という事実を知ってからは、叔父一家への復讐として殺害するために積極的に戦う。しかし、最後の復讐の対象だった叔父が自殺したことで母とひじりが死の対象に繰り上がってしまい、世界鬼討伐に躊躇するようになる。終盤にて、反陽子爆弾を使用し、壁に庇護された王以外の全て（アリス、チェシャ鬼、ワンダーランド）を無にする。よって、あづまは予備タンクの消費を避け、無事帰還する。
宇藤 耕太郎（うとう こうたろう）
漫画雑誌の編集者。大の漫画好きで主人公願望が強く、予備タンクシステムを知るまではワンダーランドという世界を楽しんでいた。
レンズに★の意匠を施した眼鏡を掛けており、毎晩違うジャージを着ている。
後に佐伯と恋人関係になる。第五夜転送直前にギーガー特務官に頭を撃ち抜かれて死亡、世界鬼となる。しかし、メーズの塔破壊後、一旦立ち寄ったワンダーランドで佐伯咲希の顕在化により、人間に戻る。
佐伯 咲希（さえき さき）
ボーイッシュな見た目と性格をした少女。都内のアパートに同性の親友とルームシェアをして暮らしている。アリス症候群の恐ろしい幻覚のせいで、常に傍に誰かがいないと落ち着くことができないという、非常に依存心が強い性格になってしまっている。
自戒鬼にとどめをさしたことで親友が亡くなったことを知り、足立の一件と合わせて予備タンクシステムが発覚するきっかけになった。自分のせいで親友を殺してしまったことによる自責の念で精神バランスを崩していたが、間接的な要因を作り同じように苦悩していた宇藤に支えられて後に恋人となる。そのため、宇藤の死体を顕在化させたことがある。
瀬木 ひじり（せき ひじり）
「アリスメンバー」で唯一、素性が一切判明していない謎の青年。沈着冷静に見えるが、戦闘後に出現したチェシャ鬼に即発砲する等、好戦的な性格。「初夜」から何かとあづまを気にかけている。
正体は、あづまが可愛がっていた文鳥ちゃん。その事実にあづまが気づいた後は、「セキちゃん」と呼ばれる。
足立 輝（あだち てるき）
生花店でアルバイトをする浪人生。顎髭を蓄えたやや強面の顔をしているが、妹がいるためか幼いあづまを特に気にかけたりと実際には面倒見のよい性格である。大宮市在住。
問題を抱えているアリスメンバーの中ではかなりまともな部類で、特におかしな性質を持っているわけでもなく特殊な環境に置かれて育ったわけでもない。なお、プロフィールには「頭が悪く、卑屈っぽく、繊細で面倒臭がりでモテない青年」と記載されている。あづまも印象が良いらしく「会いたい人」として足立の名前を挙げている。
世界鬼からの計8回にも及ぶ致死攻撃により、メーズ側の悪意と同調、メーズとゼラの縮図となり、王の壁を破れるようになった唯一のアリスになる。奇怪鬼にとどめをさし、現実世界で母親が亡くなった。
大倉 快人（おおくら かいと）
服役中の元自衛官。薬物中毒の同性愛者。担当看守の山口とは元同僚であり恋人同士。
初期は薬物により狂った描写が多かったが、基本的には善人で常に誰かを救うために戦おうとする。銃火器や兵器、戦闘への知識と経験に富んでいる。
患者の大半が子供のアリス症候群において、年齢的にも精神的にも成熟した数少ないアリスで、のちに第8の特異点として覚醒する。第5.5夜、王の送り込んだ世界鬼と対戦し、死亡。第6夜のワンダーランドで使界鬼としてギーガーの軍勢に混ぜられていた様で、快人自身の意思により、王の攻撃から日本A－1のアリス全員を守りぬいた。
黒江 稔（くろえ みのり）
援助交際を繰り返すセックス依存症の女子高生。実家は毎年増えていく兄弟のために貧困化し崩壊した。望まない妊娠を機に恋人に捨てられ、子供がいなくなれば元のようにセックスができると妄信している。市川市在住。
予備タンクシステムを利用して胎児を殺そうと暴走した結果、一時的ではあるが特異点として覚醒する。しかし、自我の芽生えていない胎児は予備タンクとしての役割を果たさず、ルッキョンとの出会いで考えは一転、胎児を産むことを決意。5年後の様子を描いたエピソードでは、「天使〈るっきょん〉」という名の子供を抱いていた為、黒江自身が産んだ子供と推測される。
山口隆玄（やまぐち りゅうげん）
大倉快人と共に戦場を駆け回った元自衛官。大倉と同じ薬物中毒者。
予備タンクの事実を知った快人がその事を打ち明けると、「もう自衛官じゃねえが、守られる側になったつもりはねえぞ」と大倉に銃を渡した。第5夜、ギーガーからの攻撃で破壊された刑務所にて自身のロッカールームから銃を持ち出してきたり、火事場ドロから奪った薬物で奇行に走る等する姿が描かれている。王の「作品」を殺した大倉快人の予備タンクとして第5夜で死亡。

#### 特異点
予備タンクの消費にも臆することなく顕在化する力の自発的起動の常態化及びに生命エネルギーの研鑽に成功した戦士。特別なアリス（ゾフィ・クリスマン談）。あづまを含む7人の特異点は全員14歳であり、全員が巨大な闇を抱えている。特異点は全員で7人だと思われていたが、第5夜に大倉快人が8人目の特異点として覚醒する。
ペロ・バタグリア
アルゼンチン49に属するアリス。初日から特異点。予備タンク消費を物ともせずに世界鬼の殺害を行う。予備タンクが無くなった際も少しでも接点を持ち、第三者を予備タンク候補に繰り上げようとしたり「終世主」になることに固執する。
最も終世主に近いあづまを殺害しようとするも瀬木に止められる。スカップと共にメーズで死亡したと思われていたが、11巻の表紙裏にて、メーズにてスカップとの会話シーンが描かれていた為崩れた塔の瓦礫から逃れたものと思われる。
星・朧朧（シン・ローロー）
中国81に属するアリス。2日目から特異点。顔面左に火傷のような傷がある。統率力に秀でており、星の班は初夜から五夜まで星以外無傷で生還を果たしている。世界鬼の退治と同時に諸悪の根源であるチェシャ鬼の壊滅を目的としている。
第5.5夜、メーズ突入時、先陣を切って進むが王の出現により一撃で葬られる。
オリオン・ツァーツァリス
ギリシャチームに属するアリス。初日から特異点。帽子をかぶった少年。幼い頃仕置きと称して性器を切り取られ、娼婦の母に不治の病をうつされ、自身の先が長くないことは自覚していた。第6夜、王によって殺される。
エリック・フロウ
オーストラリアA-3に属するアリス。初日から特異点。優男風だが、あづまからは怯えられている。5歳で親に捨てられてから喧嘩と犯罪に明け暮れ、12歳で少年院に入り、そこで他の収容者や看守に毎日犯されていた過去を持つ。
第5.5夜突入後に登場した王を足止めしようと立ち向かうが、敗北。その後王の配下「白血球」となりあづま達の敵となるが、特異点として覚醒した快人の前に敗れる。第5.5夜で死亡。
イヴ・ハートフィールド
アメリカD-5に属するアリス。3日目から特異点。生まれつき呼吸器に難があり、マスク（防毒マスクを改造したもの）がないと息ができない。また、左足ひざ下も生まれつき欠損している。第6夜、王によって殺される。
ゾフィ・クリスマン
ドイツチームに属するアリス。2日目から特異点。ヘッドホンをしている少女。ヘッドホンからは悪魔の啓示が聞こえるらしい（妄聴）。全世界で唯一、反射物以外にも五感で世界鬼の悪意を感じ取れる。初代世界鬼の悪意を受けた一族の子孫であることが原因である。第5.5夜、メーズにて死亡。

### メーズ
地球と同じ形をした、世界鬼の住まう世界。ゼラと対消滅する未来に気づき、ゼラに対する敵意を向けている。住民のほとんどが塔に避難した。

#### チェシャ鬼
アリス病患者をワンダーランドに転送し続ける謎の存在。世界鬼とは異なり、人語を解す。案内役的ポジションだが、ワンダーランドの全てを把握しているわけではない。基本的には「人形」と称している異質な姿をしているが、正体はメーズの反乱因子。
セシオ・グウィンドリン
チェシャ鬼達のリーダーで黒髪の少年。作中ではあづま達の担当。次世代チェシャ鬼の皆を兄弟と呼んでいる。第6夜、ワンダーランドにて死亡。
スカップ・グウィンドリン
ペロの担当チェシャ鬼。白の短い髪にチェシャ鬼のロゴが入った帽子を被っている。ペロと共にメーズで死亡したと思われていたが、11巻の表紙裏にて、ペロとの会話シーンが描かれていた為、崩れた塔の瓦礫から逃れたものと思われる。
塔から脱出した後、ペロと共にゼラに移住。共同生活を送るが、13年後にペロの手によって殺害される。
ルッキョン
オリオンの担当チェシャ鬼。白黒の髪の束を携えている。6歳という幼さでセシオからの仕置きと称された暴力を受ける。王に母に会えるという嘘を吐かれ、囚われていたチェシャ鬼を全て抹殺するなど良い様に利用されたあと、塔の元あった心臓に入っている生命エネルギーと自ら交代、塔を破壊する。黒江稔に特別な思いを抱いている様である。第5.5夜、メーズにて死亡。
マソト
チェシャ鬼の中でも年が上な為、オペレーティングを任されている。その為、精密作業に向いている指先を取得した。絶体絶命のあづまとひじりを守ったり、崩れゆくワンダーランドをどうにかしようとするセシオにずっと付き添う等、優しい性格。第6夜、ワンダーランドにて死亡。
ジズ
スカップと似た帽子を被っている。全チェシャ鬼の中で、唯一の戦闘仕様アバターを取得している。第６夜を放棄しようとするあづまとひじりを捕らえる為にあづまを殺して生命エネルギーのみキューブ化させようとするが、マソトに拒まれる。崩れゆくワンダーランドを捨て、メーズにて死亡したものと思われる。

#### 世界鬼
ワンダーランドにチェシャ鬼によって転送されてくる謎の生命体。正体はメーズに住まうアリス患者。王（後記載）によってゼラに送られる。その時、世界鬼として変形、多種多様な鬼に変貌する。強さ、自我があるかどうか等を決めるのは生きている中で溜まっていく負の感情、「闇」と称されるものの多さで決まる。最強の世界鬼ギーガー特務官は、王によって闇を増幅する教育を施され、世界鬼となっても自我を保てる程の闇を背負っていたとされる。世界鬼はゼラにとって決していいものではなく、悪環境を及ぼすため、チェシャ鬼が即座にワンダーランドへ転送する。
メーズ→ゼラに干渉するときに世界鬼になるならば、またその逆も然り、ゼラ→メーズに干渉しても世界鬼となる。第5.5夜はそれを利用し、半身半鬼としてチェシャ鬼が特異点をメーズに送り込み、破壊をもくろむ。
一体目の世界鬼「奇怪鬼」
最初に人間世界に出現した世界鬼。体長22.22メートルのビル並の巨体を有し、3本の角を生やしたスマイルマークのような頭部を持つ。討伐後、使界鬼となる。第5夜、ギーガーに葬られる。他の世界鬼にある「浮き眼」や「飛び道具」を一切持たないただの人形だと思われていたが、チェシャ鬼の後の解析により、奇怪鬼にある「腕」は原子爆弾でもびくともしないスーパーアームだ（スカップ談）ということが、第5夜で発覚している。足立が予備タンクを消費し、討伐。
二体目の世界鬼「自戒鬼」
左手に伸縮自在の剣を持ち、右手に雷を帯びた物体を有した、女性的なフォルムをした世界鬼。体長2.22メートル。浮遊眼と呼ばれる「付属品」が身体を取り巻き死角が無く、右手のチャージを完了させると落雷を発生させる。佐伯が討伐。討伐後、使界鬼となる。第5夜、ギーガーに葬られる。
三体目の世界鬼「境鬼」
両腕に銃のような物が取り付けられており、背中には主砲、腰付近には戦闘機に搭載されているアフターバーナー同様の機能を持つ「付属品」が取り付けられている。体長4.44メートル。チェシャ鬼曰く、鬼の中でも比較的上位クラスの方らしい。東雲が討伐。討伐後、使界鬼となる。第5夜、ギーガーに葬られる。
四体目の世界鬼「老獪鬼」
タコのような姿をした世界鬼で、片言程度だが人語を話せる。スピードが非常に早く、あづまの脚力でも追いつけないほど。普段は酸性の墨を吐く以外の攻撃手段を持っていないが、誰かに寄生すると戦闘能力が著しく上昇し、墨状の爆弾を発射できるほか、触手を使った攻撃を行うようになる。東雲が討伐。
五体目の世界鬼「誓鬼」
長い頭に3つの顔がついている人型の世界鬼で、空を自在に飛行し、周囲一帯を破壊しつくす光線を指先から発する等、これまでの世界鬼をはるかに凌駕する圧倒的な力を持つ。
あまりにも強大な力を持つため、アリスではない一般人にもその姿を視認できる。人語を話せるため、あづま達に自らの正体や戦いの大義名分を明かしている。最後は自分で頭を撃ち抜き、自殺した。自殺後、使界鬼となる。第6夜、王の一撃にて葬られる。
ギーガー特務官
「誓鬼」の正体。「王」より教育を施され、命令に忠実な戦士となる。
五体目の世界鬼「飛んで火を出す夏の虫」
スカップのワンダーランドに現れた五体目の世界鬼。幾多の浮遊眼を所有している。また、羽状の物をつけていて、そこから火球を繰り出す。ペロが討伐。
ピョンチン
五日目に大量発生した世界鬼の1体。アリスから生命エネルギーを吸収しそれを雨雲に変えて大量の雨を降らす。また、知能が低いらしい。ルッキョンがワンダーランドへと転送を試みたが、暴れられたためルッキョンの持っていたキューブが水溜りの中へ落ちる。
雷の鬼
五日目に大量発生した世界鬼の1体。「自戒鬼」に似た陣を2つ所有しており、それを使用する。また、ピョンチンの雨により足場すべてに通電するためピョンチンと相性がよい。ギーガーが討伐。
「老獪鬼」に似た寄生する鬼
五日目に大量発生した世界鬼の1体。アリスでない一般市民にも寄生する。ギーガーが討伐。
六体目の世界鬼
「王」がメーズ撤退時にチェシャ鬼が残してしまったワンダーランドへの転送ゲートを使い、あづま達の元へ送り込んだ作品。作品と称していることからベースとなっている人間は居ないと思われる。惑星の様な球体を抱えた巨大な世界鬼。ギーガー特務官に匹敵する程の強大な力を持っているが、第六夜で最後の家族を殺すことを控えたあづまは戦闘に参加できず、特異点として目覚めた快人が討伐。しかし予備タンクだけで無くアリス本体まで死亡することになってしまった。
七体目の世界鬼
チェシャ鬼やギーガー特務官などから「王」と呼ばれる人物。姿は今までの世界鬼達と異なり、通常時と大きくは変わらない。
「王」
ウサギのようなふっくらとして垂れ下がった耳をした覆面を被っている。砕けた口調で会話するが、感情が高ぶると罵詈雑言を吐く。
メーズを守るため、メーズ陣営のアリスに対して徹底した「教育」を施している。幸福度を平均化すると称して幸福度の高い地区の住民を皆殺しにし、外界の適応力の謎を探るために人体解剖を行うなど、残虐な独裁者である。メーズの塔の住民全員を予備タンクとしているので、実質不死身。
生まれてすぐにメーズ中の闇を注ぎ込まれ、人格が破綻。世界の存亡を度外視し、自身の快楽が第一の行動理念としている。第6夜、ワンダーランドにて完全な世界鬼となった後、東雲あづまによって壁に庇護された王以外を無にされた為、世界鬼化が解けた後は永遠の無の世界でさまようこととなってしまった。
使界鬼
討伐後、生命エネルギーのみを抽出し、チェシャ鬼の命令に忠実になるよう改変したあと、再び本体に戻し、キューブに取り込まれた世界鬼。

## 書誌情報
- 岡部閏 『世界鬼』 小学館〈裏少年サンデーコミックス〉、全11巻
  1. 2012年12月18日発売 ISBN 978-4-09-124109-2
  2. 2013年3月18日発売 ISBN 978-4-09-124279-2
  3. 2013年8月16日発売 ISBN 978-4-09-121694-6
  4. 2013年10月18日発売 ISBN 978-4-09-124529-8
  5. 2014年1月17日発売 ISBN 978-4-09-124595-3
  6. 2014年5月16日発売 ISBN 978-4-09-124684-4
  7. 2014年7月18日発売 ISBN 978-4-09-125130-5
  8. 2014年10月17日発売 ISBN 978-4-09-125477-1
  9. 2015年3月12日発売 ISBN 978-4-09-125749-9
  10. 2015年5月12日発売 ISBN 978-4-09-126119-9
  11. 2015年8月12日発売 ISBN 978-4-09-126329-2